# 松潘话
松潘话，是一种混合语，由于所处的地理环境，松潘人讲的是陕甘语，四川调，夹杂着藏语、羌语、古波斯语、阿拉伯语词汇，这是元代以来，因为经商赶脚，大量陕甘移民到松潘形成的特殊方言。松潘地处川西北高原、属青藏高原的东部边缘，历代以来是川、甘、青三省毗邻的交通要道，也是三省边境的政治、军事重镇和汉、藏、羌、回各民族的商贸中心。